# Botola 1 Pro 2022-2023
La Botola 1 Pro 2022-2023 è la 67ª edizione della massima divisione del massimo campionato marocchino di calcio.
La squadra campione in carica è il Wydad Casablanca.

## Formula
In questa stagione giocano 16 squadre per 30 giornate, per un totale di 240 partite. Le prime due classificate accedono alla CAF Champions League 2023-2024, mentre la squadra classificatasi al terzo posto accede alla Coppa della Confederazione CAF 2023-2024, quella giunta al quarto posto accede alla Champions League araba 2023 e le ultime due retrocedono nella Botola 2 Pro 2023-2024.

## Promozioni e retrocessioni
A sostituire le retrocesse Rapide Oued Zem e Youssoufia Berrechid, rispettivamente quindicesima e sedicesima nella precedente edizione di Botola 1 Pro, in questa stagione giocano le neopromosse Atlético Tetuán e Union de Touarga, rispettivamente prima e seconda classificata dell'edizione precedente di Botola 2.

## Squadre partecipanti
| Squadra                   | Città      | Stadio                         | Capienza |
| ------------------------- | ---------- | ------------------------------ | -------- |
| Chabab Mohammedia         | Mohammédia | Stadio El Bachir               | 11 000   |
| Difaâ El Jadida           | El Jadida  | Stadio El Abdi                 | 15 000   |
| FAR Rabat                 | Rabat      | Stadio Moulay Abdellah         | 60 000   |
| FUS Rabat                 | Rabat      | Stadio del FUS                 | 15 000   |
| Hassania Agadir           | Agadir     | Stadio Adrar                   | 45 480   |
| IR Tanger                 | Tangeri    | Stadio di Tangeri              | 45 000   |
| Jeunesse Sportive Soualem | Soualem    | Stadio municipale              |          |
| Maghreb Fès               | Fès        | Stadio di Fès                  | 45 000   |
| Moghreb Tétouan           | Tétouan    | Saniat Rmel                    | 15 000   |
| Mouloudia Oujda           | Oujda      | Stadio d'onore                 | 35 000   |
| Ol. Khouribga             | Khouribga  | Complesso sportivo del Fosfato | 11 000   |
| Olympique Safi            | Safi       | Stadio El Massira              | 15 000   |
| Raja Casablanca           | Casablanca | Stadio Mohamed V               | 67 000   |
| RS Berkane                | Berkane    | Stadio municipale              | 15 000   |
| Wydad Casablanca          | Casablanca | Stadio Mohamed V               | 67 000   |
| Union Touarga             | Rabat      | Stadio El Barid                | ?        |